# Игино (Курская область)
И́гино (Желень, Жилень) — село в Фатежском районе Курской области. Входит в состав Верхнелюбажского сельсовета. Постоянное население — 119 человек (2010 год).

## География
Расположено на северо-западе района на реке Красавке, в 20 км к северо-западу от Фатежа. Высота над уровнем моря — 189 м. В 2 км к северо-западу от села расположено Михайловское водохранилище на реке Свапе. Ближайший к Игино населённый пункт — хутор Красавчик.
Климат
Игино, как и весь район, расположено в поясе умеренно континентального климата с тёплым летом и относительно тёплой зимой (Dfb в классификации Кёппена).
Часовой пояс
Село Игино, как и вся Курская область, находится в часовой зоне МСК (московское время). Смещение применяемого времени относительно UTC составляет +3:00.

## Этимология
Получила название по фамилии первозаимщиков — однодворцев Игиных. К XIX веку Игины переселились в другие населённые пункты Фатежского уезда: Гуровку, Локтионово, Радубеж и другие. В самом Игино по переписи 1883 года был только один двор Игиных. 
Второе название села — Желень обозначает широкий глубоководный родник, образованный пластовыми водами.

## История
Упоминается в 1628 году как погост с храмом Георгия Победоносца на реке Желень. Впоследствии к приходу Геогриевского храма, помимо жителей Игина, было приписано население соседних деревень (Верхний Любаж, Головинка, Гнездилово, Локтионово, Нижний Реут и другие). На протяжении XVII—XVIII веков село входило в состав Усожского стана Курского уезда. В 1779 году вошло в состав новообразованного Фатежского уезда. Часть населения села были владельческими крестьянами (принадлежали помещикам), часть — казёнными (однодворцы). Среди землевладельцев села были дворяне Загорские, Сафроновы, Шалимовы, Шмидт, Фон Физильдеки, Хлюстины и другие. К моменту отмены крепостного права в 1861 году крестьянами села владел майор Иван Фон-Шмидт (162 души). В 1862 году в Игино было 68 дворов, проживало 710 человек (322 мужского пола и 388 женского), ежегодно проводились 2 ярмарки. С 1861 года до конца XIX века село было административным центром Игинской волости Фатежского уезда. Затем, до 1920-х годов, входило в состав Нижнереутской волости. В 1865 году при Георгиевском храме была образована земская школа. Позже, в советский период, ей был присвоен статус восьмилетней (основной общеобразовательной) школы. В 1877 году в Игино 102 двора, проживало 648 человек, действовал базар. В 1920-е годы село стало административным центром Игинского сельсовета, просуществовавшего до 2010 года, когда тот был присоединён к Верхнелюбажскому сельсовету. В 1930 году в селе был организован колхоз «Красный партизан», изначально включивший 22 двора, 1350 гектаров земли, 115 голов крупного рогатого скота и одну конную молотилку. В 1937 году в Игино было 176 дворов, действовала школа. В 1948 году колхоз «Красный партизан» был переименован в «имени Ворошилова». В 1960-е годы колхоз получил новое название «Победа». В разное время им руководили: Г. С. Сотников, М. Ф. Артемов, М. В. Асеев, Л. Г. Гнездилов, Н. И. Орлов, А. Д. Лунев. В 1981 году в селе проживало около 420 человек.

## Население
| 1979 | 2002 | 2010 |
| ---- | ---- | ---- |
| 495  | ↘185 | ↘119 |

## Инфраструктура
Личное подсобное хозяйство. В селе 124 дома.

## Транспорт
Игино находится в 8 км от автодороги федерального значения М2 «Крым» как часть европейского маршрута E 105, в 84 км от автодороги М3 «Украина» как часть европейского маршрута E 101, в 22 км от автодороги А142 (Тросна — М-3 «Украина») как часть европейского маршрута E 93, в 8 км от автодороги регионального значения 38К-002 (Верхний Любаж — Поныри), в 13 км от автодороги 38К-038 (Фатеж — Дмитриев), в 17,5 км от автодороги 38К-035 (А-142 — Михайловка — Линец/38К-038), на автодороге 38К-011 (М-2 «Крым» — Игино — Троицкое — 38К-035), в 17,5 км от ближайшего ж/д остановочного пункта 34 км (линия Арбузово — Лужки-Орловские).
В 185 км от аэропорта имени В. Г. Шухова (недалеко от Белгорода).

## Памятники истории
На кладбище села Игино расположена братская могила 793 советских воинов, погибших в боях с фашистскими захватчиками в годы Великой Отечественной войны. Монумент установлен в 1960 году.